# Piva kolostor
A Piva kolostor egy szerb ortodox kolostor, a montenegrói Plužine község területén. Az Ostrog és a Morača kolostorok mellett a kolostor a szerzetesi élet egyik legfontosabb komplexuma Montenegróban.
A kolostortemplom háromhajós bazilika, előcsarnokkal, de torony és kupola nélkül. A templom 1573 és 1586 között épült az oszmán uralom alatt, és a legnagyobb szerb ortodox templomépület, amely ebben az időszakban keletkezett. Építésének kezdeményezője Hercegovina akkori metropolitája, a későbbi szerb pátriárka volt.
A kolostort története során háromszor gyújtották fel, legutóbb 1876-ban. Azonban mindig újjáépítették és javították. A kolostort megóvása érdekben – mielőtt elöntötte volna a Piva-tározó duzzasztása – 1970-től 1982-ig áthelyezték jelenlegi helyére. A kolostortemplomot kőről kőre lebontották, és az új helyen újjáépítették. A freskókat korábban leválasztották a falakról, és új helyre szerelték fel őket. Az 1260 m² összterületű eredeti freskókat megőrizték.
A kolostoregyüttesben a templom mellett lakóépületek, pékség és fonó is található. A kincstárban értékes ikonokat és aranymunkákat, történelmi tárgyakat, használati eszközöket, liturgikus könyveket, valamint négy értékes, kézzel írott evangéliumot őriznek a 16. századból.
A templomot vízelvezető rendszerrel látták el, hogy megakadályozzák a víz beszivárgását a templom belsejébe, így a freskók védve vannak a nedvesség hatásától. 2008-ban az Egyesült Államok podgoricai nagykövetsége 22 200 dollárt biztosított a vízelvezető rendszer újjáépítésére.

## Képgaléria

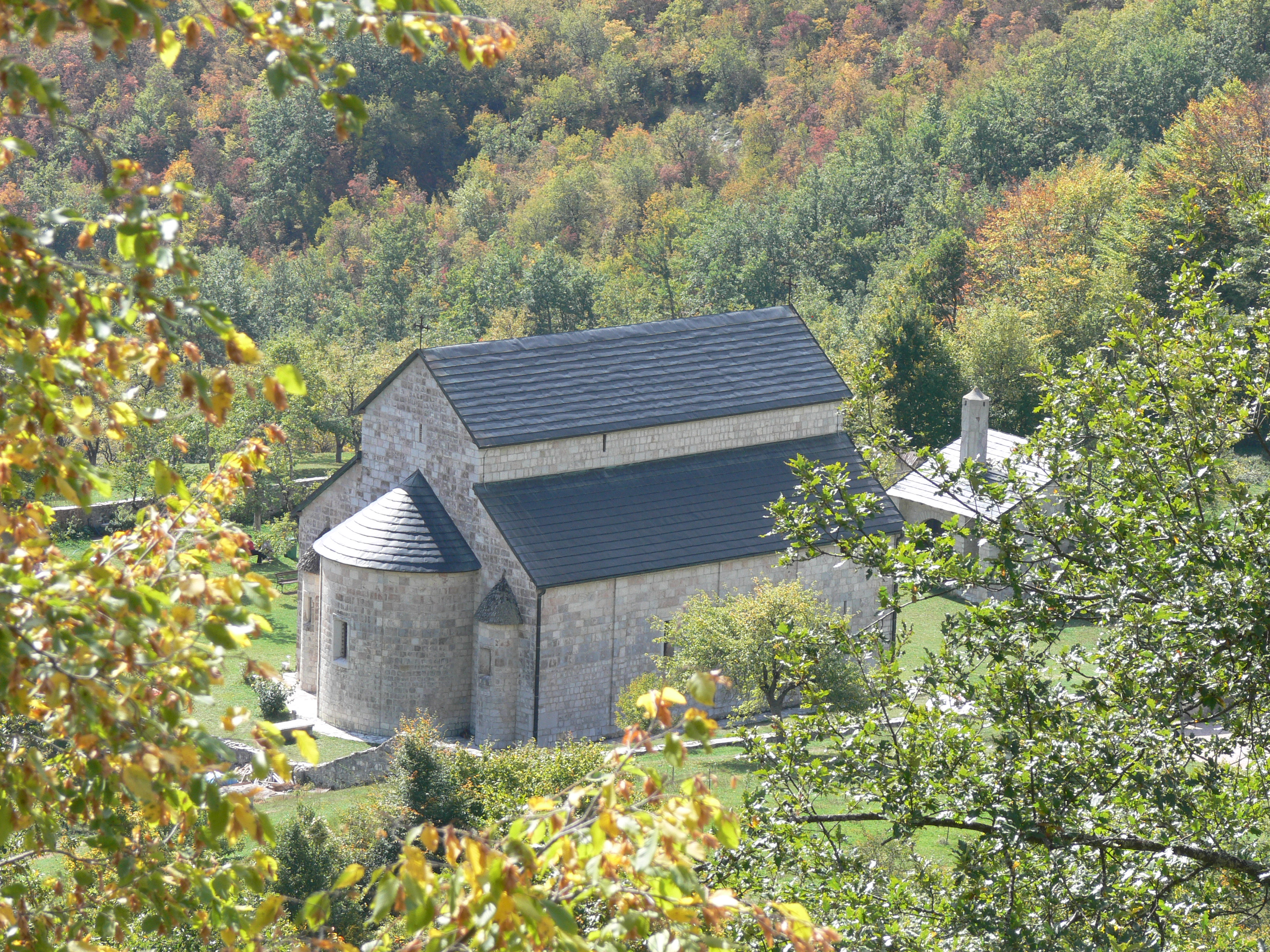
A Piva kolostor főtemploma távolról
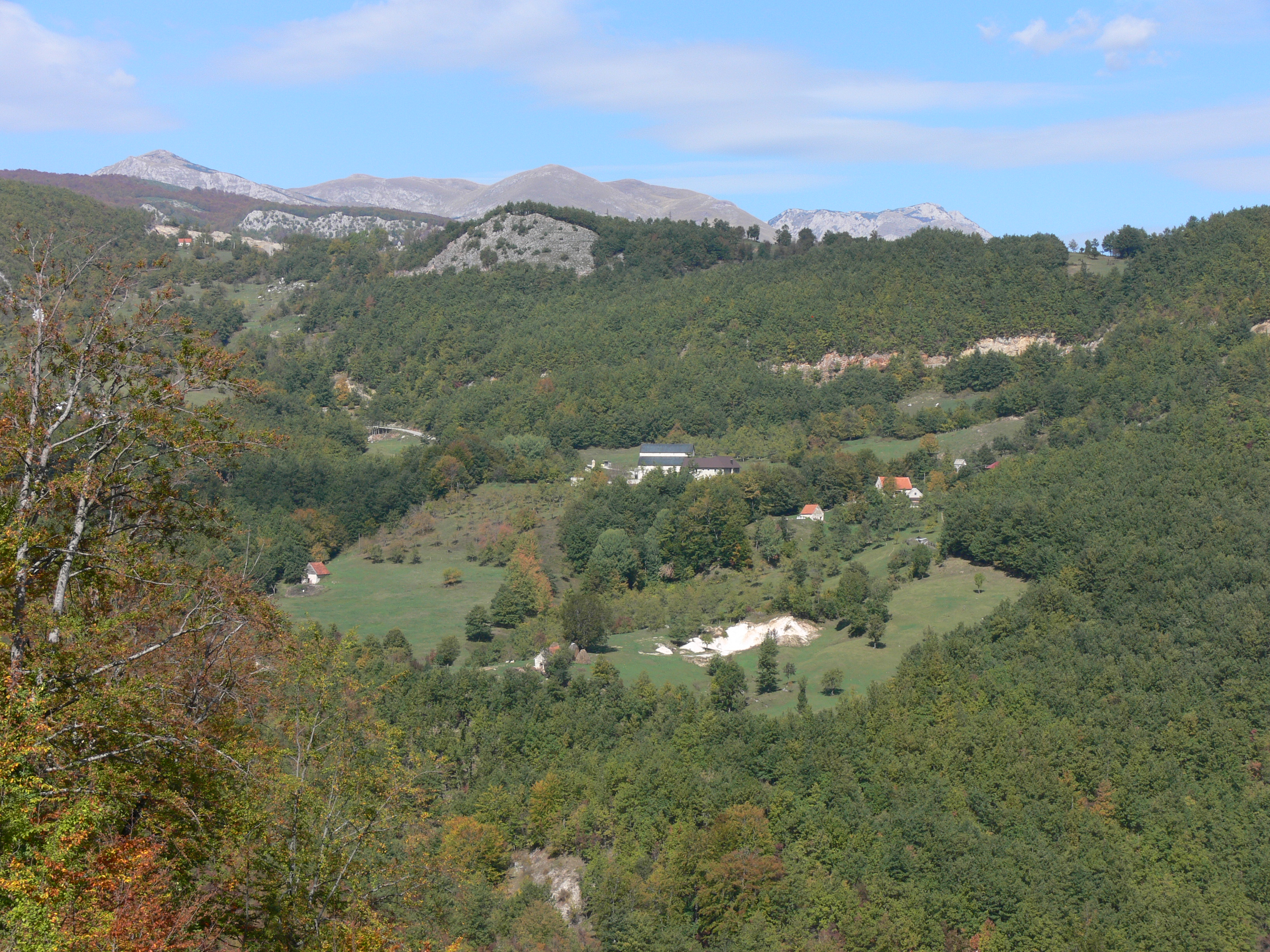
A Piva kolostor légi felvétele
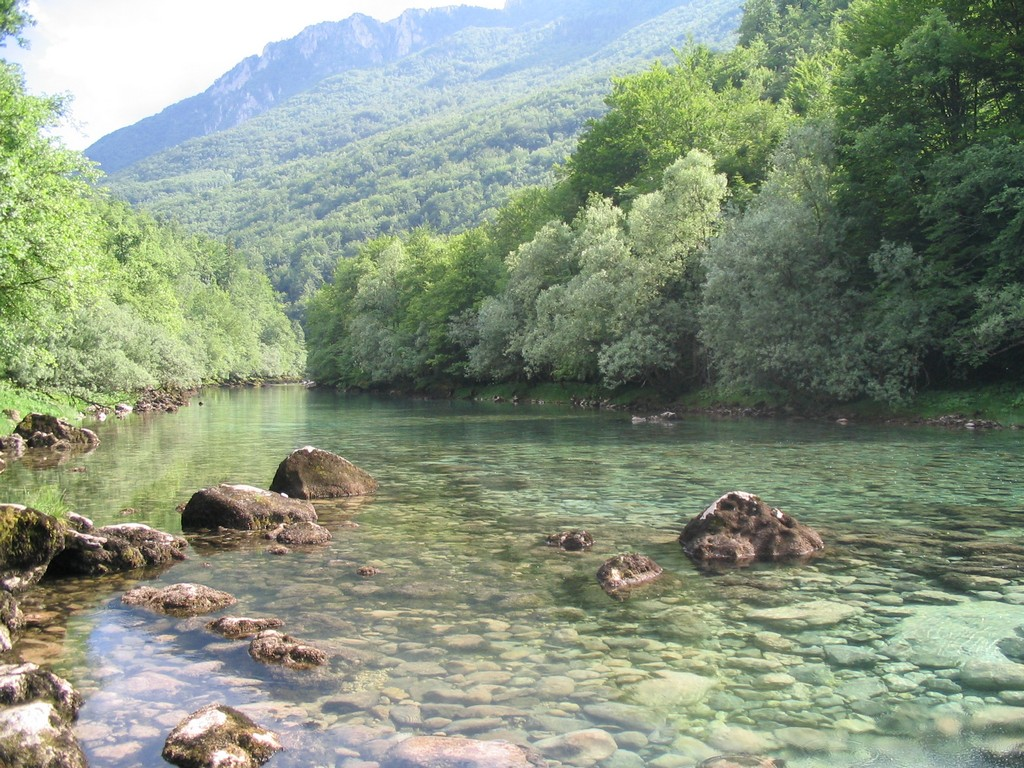
A Piva folyó
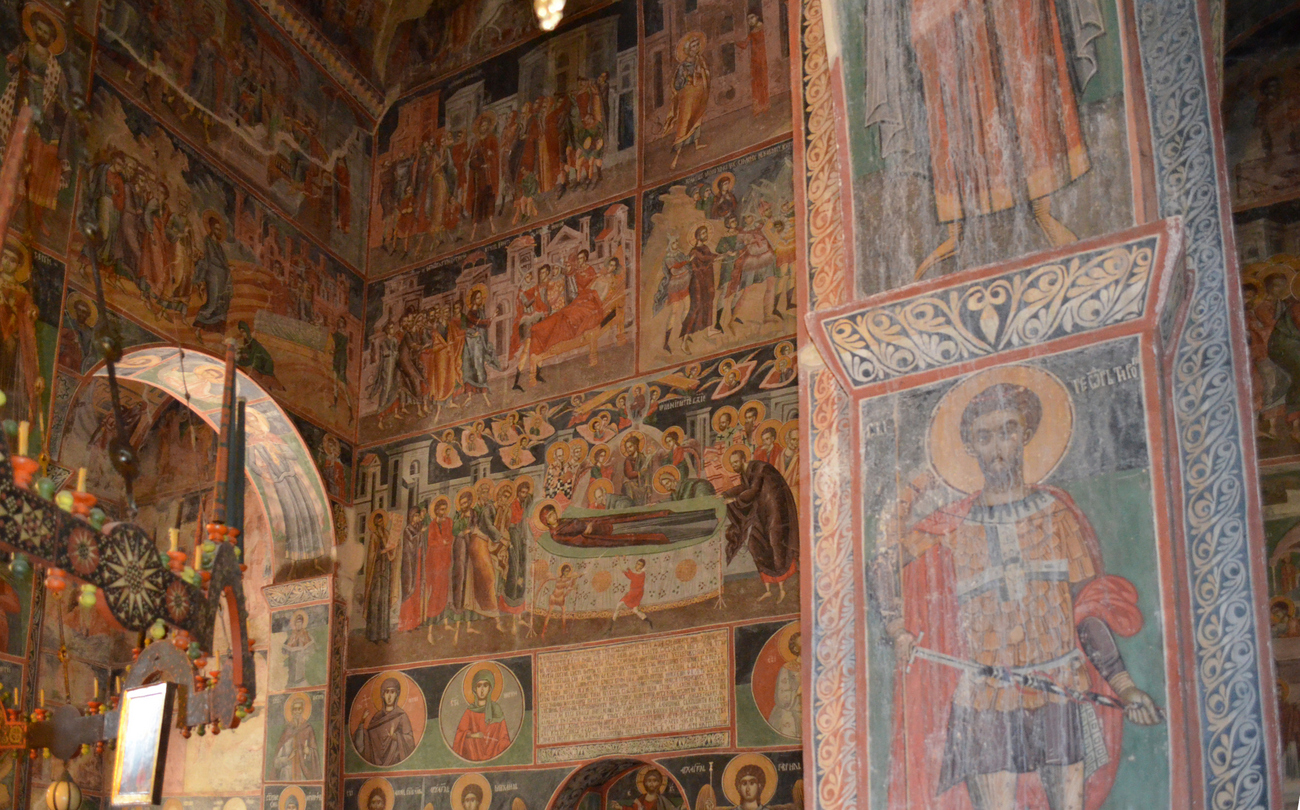
Festmények
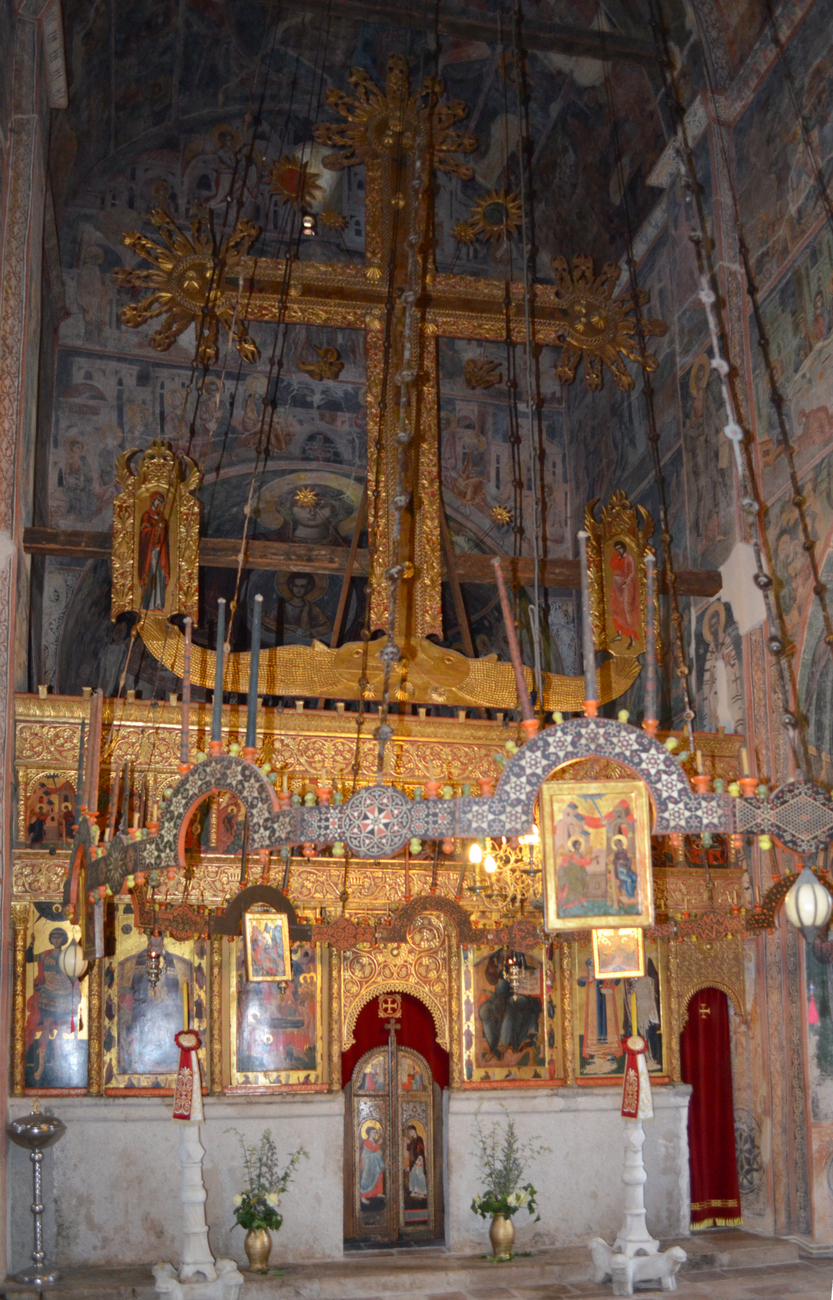
A belső térben

## Fordítás
- Ez a szócikk részben vagy egészben  a   Kloster Piva című német Wikipédia-szócikk ezen változatának fordításán alapul.  Az eredeti cikk szerkesztőit annak laptörténete sorolja fel. Ez a jelzés csupán a megfogalmazás eredetét és a szerzői jogokat jelzi, nem szolgál a cikkben szereplő információk forrásmegjelöléseként.